# Moneque
Moneque är en ort i Mexiko.   Den ligger i kommunen Tantoyuca och delstaten Veracruz, i den sydöstra delen av landet, 230 km norr om huvudstaden Mexico City. Moneque ligger 203 meter över havet och antalet invånare är 142.
Terrängen runt Moneque är huvudsakligen platt, men åt sydväst är den kuperad. Moneque ligger uppe på en höjd. Runt Moneque är det ganska tätbefolkat, med 72 invånare per kvadratkilometer. Närmaste större samhälle är Tantoyuca, 1,8 km väster om Moneque. Trakten runt Moneque består till största delen av jordbruksmark.